# Nicolas de Longrée
Nicolas Joseph de Longrée (Luik, 30 juli 1784 - Leuven, 13 januari 1875) was een Belgisch volksvertegenwoordiger.

## Biografie
Ridder Nicolas de Longrée was een telg uit het geslacht De Longrée. Zijn vader, advocaat Charles de Longrée, verkreeg in 1817, onder het Verenigd Koninkrijk der Nederlanden, adelserkenning met de titel van ridder, voor hemzelf en voor al zijn mannelijke nazaten, meer bepaald voor zijn drie zoons: Antoine, Nicolas en Jacques.
Hij trouwde in 1817 met Marie-Sophie Thönissen (1796-1873). Ze kregen negen kinderen, onder wie twee zoons die voor nazaten zorgden. De oudste werd in Poperinge geboren en de acht volgende in Roermond.
Na officier te zijn geweest onder het Franse keizerrijk, werd ridder Nicolas de Longrée controleur van de inkomende en uitgaande rechten in Antwerpen. Hij werd vervolgens onder Belgisch bewind arrondissementscommissaris van Roermond (1832-1839) en van Maaseik (1839-1841).
Ondertussen werd hij in 1833 verkozen tot katholiek volksvertegenwoordiger voor het arrondissement Roermond en hij behield dit mandaat tot op de datum van 16 juli 1839, toen het Verdrag der XXIV Artikelen in werking trad en het arrondissement dat hij vertegenwoordigde van België werd afgescheiden en voortaan opnieuw bij Nederland behoorde. Hij had in de Kamer tegen deze overdracht gestemd, na een redevoering te hebben gehouden waarin hij in de donkerste termen de toekomst van de betroffen bevolking had beschreven.
Na 1839 woonde het echtpaar in Leuven, waar ze allebei overleden. De kinderen volgden hen naar België en doorliepen er uiteenlopende carrières.